# Asclepiadeae
Asclepiadeae es una tribu de plantas de la familia Apocynaceae (orden Gentianales).  Esta tribu se divide en las siguientes subtribus.

## Subtribus
| - Asclepiadinae - Astephaninae - Cynanchinae - Gonolobinae | - Metastelmatinae - Oxypetalinae - Tylophorinae |